# Mitrella caulerpae
Mitrella caulerpae is een slakkensoort uit de familie van de Columbellidae. De wetenschappelijke naam van de soort is voor het eerst geldig gepubliceerd in 1971 door Keen.